# Ліцензія Про УЄФА
Ліцензія Про УЄФА (англ. UEFA Pro Licence) — тренерська ліцензія, затверджена УЄФА, офіційним керівним органом європейського футболу. Видається кожною державою-членом федерації футболу і діє протягом двох років. Є найвищою тренерською сертифікацією і, як правило, її можна отримати після здобуття ліцензій Б і А.
Ліцензія Про УЄФА потрібна для тих, хто хоче керувати футбольним клубом у вищому дивізіоні в будь-якій європейській країні на постійній основі, тобто більш ніж 12 тижнів (час, на який дозволено очолювати команду виконувачу обов'язків головного тренера, який може не мати необхідної ліцензії). Така ліцензія також необхідна для керування командою в Лізі чемпіонів і Лізі Європи УЄФА.